# Sroyo (Jaten)
Sroyo is een bestuurslaag in het regentschap Karanganyar van de provincie Midden-Java, Indonesië. Sroyo telt 9466 inwoners (volkstelling 2010).